# فينسنت برايس
فينسنت ليونارد برايس الابن (بالإنجليزية: Vincent Price)‏ (27 مايو 1911 – 25 أكتوبر 1993)، هو ممثل أمريكي راحل، عرف بصوته المميز وأدائه الساخر، كما عرف بمجموعة أفلام الرعب التي قام بها في مسيرته التي استمرت أكثر من خمسة عقود.

## بدايات حياته ومسيرته
ولد برايس في سانت لويس، ميزوري، وكان الأصغر بين أربعة أطفال لأبيه فنسنت ليونارد برايس الأب، رئيس شركة ناشيونال كاندي، ولأمه مارغريت كوب ويلكوكس. أما جده فهو فنسنت كلارنس برايس، مخترع «مسحوق الدكتور برايس»، وهو أول مسحوق خبز مصنوع من كريمة الطرطر، ووهو ما وفر ثروة كبيرة للعائلة.
دخل برايس مدرسة سانت لويس كانتري. وتخرج في عام 1933 مع شهادة في تاريخ الفن من جامعة ييل، حيث كان يعمل في مجلة الحرم الجامعي الفكاهية «ييل ريكورد». امتهن فينسنت التدريس لمدة سنة، ثم دخل جامعة لندن بنية الدراسة للحصول على درجة الماجستير في الفنون الجميلة. لكنه انجذب للمسرح، ظهر لأول مرة على خشبة المسرح في عام 1934. بدأ مسيرته الفنية على خشبة المسرح في لندن في عام 1935، ومثل مع أورسون ويلز في مسرح ميركوري.
في عام 1936، ظهر برايس بدور الأمير ألبرت فيكتور في الإنتاج الأمريكي لمسرحية فيكتوريا ريجينا بقلم لورانس هاوسمان، ومن بطولة هيلين هايز في دور البطولة الملكة فيكتوريا.

## المسيرة الفنية

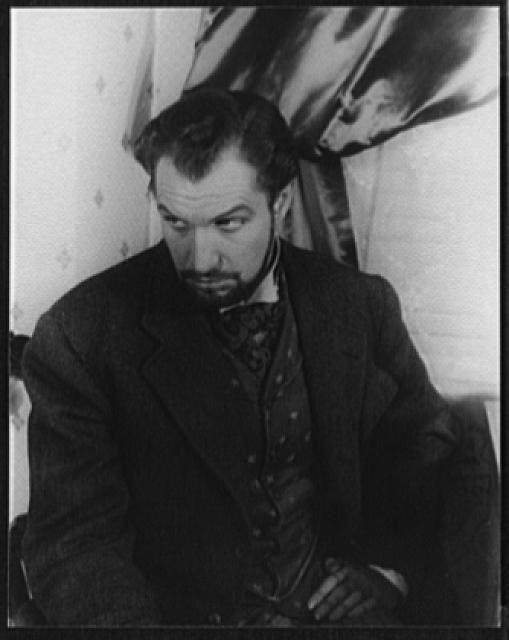
برايس في دور السيد مانينجهام في شارع الملاك، والتي أداها لثلاث سنوات، من تصوير كارل فان فيختن، 1942.

على الرغم من ارتباطه بأفلام الرعب، فقد بدأ برايس مسيرته كممثل شخصيات. وكان أول فيلم له عام 1938 بعنوان Service de Luxe وكما فرض نفسه في فيلم لورا (1944) أمام جين تيرني ومن إخراج أوتو بريمنغر. كما لعب دور جوزيف سميث في فيلم بريغهام يونغ (1940) وويليام جيبس مكادو في فيلم ويلسون (1944) فضلا عن دور الكاهن في فيلم مفاتيح للمملكة (1944).
وكان أول فيلم لبرايس ضمن أفلام الرعب كان في عام 1939 وذلك في فيلم بوريس كارلوف بعنوان برج لندن. في العام التالي أدى الشخصية الرئيسية في فيلم «الرجل الخفي يعود».
في عام 1946، اجتمع برايس مجددا مع تيرني في فيلمين مهمين، Dragonwyck واتركها للجنة. كما لعب عدة أدوار شريرة في أفلام نوار مثل الشبكة (1947)، الليلة الطويلة (1947)، فوج اللصوص (1948)، الرشوة (1949) مع روبرت تايلور، آفا غاردنر، تشارلز لوتون. ولعب برايس أول دور بطولة في دور المحتال جيمس أديسون ريفيس في فيلم بارون أريزونا عام 1950. كما قام بدور كوميدي في فيلم شمبانيا للقيصر مع رونالد كولمان، وكان هذا أحد أدواره المفضلة. وكان نشطا في الراديو، خيث مثل دور محارب الجريمة سيمون تمبلر في مسلسل القديس، الذي استمر عرضه بين عامي 1947-1951.
اتجه برايس نحو أفلام الرعب في الخمسينات، ولعب دورا في بيت الشمع (1953)، الساحر المجنون (1954)، وفيلم الذبابة (1958) وتتمته عودة الذبابة (1959). مثل برايس في فيلم البيت على التلة المسكونة (1959) بدور المليونير غريب الأطوار فريدريك لورين. لعب الدكتور وارن شابين فيلم تينغلر عام 1959 للمنتج والمخرج الاميركي وليام كاسل. كما أظهر موهبته في الدراما الإذاعية «مفتاح الهياكل العظمية الثلاث»، وتدور قصتها حول منارة في جزيرة يحاصرها جيش من الجرذان.
خارج عالم الرعب، فقد لعب برايس دور باكا (زعيم البنائين) في فيلم الوصايا العشر. كما ظهر في تلك الفترة على برنامج مارثا راي على ان بي سي.
ظهر برايس في ثلاث حلقات على مسلسل المختارات الديني كروس رودز، وهو دراسة عن رجال الدين من مختلف الطوائف.

## الستينات
مثل برايس في عدد من الأفلام الناجحة ذات التكلفة المنخفضة في الستينات مع روجر كورمان وشركة أميريكان إنترناشنال (AIP) بدءا من فيلم بيت الحاجب (1960) والذي حقق أكثر من مليوني دولار في شباك التذاكر الأمريكي كما مثل في سلسلة أفلام مقتبسة عن أعمال إدغار آلان بو منها الحفرة والبندول (1961)، حكايات الرعب (1962)، كوميديا المشاغبين (1963)، والغراب (1963)، وقناع الموت الأحمر (1964)، ومقبرة ليجيا (1965). كما مثل دور البطولة عن فيلم آخر رجل على الأرض (1964)، وهو أول اقتباس عن رواية أنا أسطورة للكاتب ريتشارد ماثيسون. في عام 1968 مثل برايس دور صياد السحرة ماثيو هوبكنز في فيلم جنرال ويتشفايندر. كما أدى دور البطولة في أفلام كوميدية، ومن أهمها دكتور غولدفوت وآلة البيكيني (1965) وتتمته دكتور غولدفوت وفتيات القنابل (1966). في عام 1968 لعب دور فنان غريب الأطوار في المسرحية الموسيقية Darling of the Day أمام باتريسيا روتليدج.
كان برايس يستمتع بلعب دور إغهيد في المسلسل التلفزيوني باتمان. وقالت إيفون كريغ، التي لعبت دور باتجيرل، أن برايس كان أفضل شرير في المسلسل بالنسبة لها. ويقال أنه في أحيان كثيرة كان يرمي البيض على الممثلين بعد انتهاء التصوير، فتبدأ بينهم معركة بالبيض. وبدأ في الستينات دوره كضيف على برنامج هوليوود سكويرز، حتى أصبح ضيفا منتظما بعد ذلك.

## مسيرته اللاحقة
من عام 1962 إلى عام 1971، عرضت مجموعة سيرز روبك – «مجموعة فنسنت برايس للفنون الجميلة»، وباعت حوالي 50,000 قطعة من الفنون الجميلة للعامة. جمع برايس وعرض مجموعة ضمت أعمال رامبرانت وبيكاسو ودالي وغيرهم.
استضاف برايس برنامج رعب على راديو بي بي سي في أوائل السبعينات بعنوان سعر الخوف، وهو تلاعب لفظي باسمه. وظهر في فيلم الدكتور فايبس البغيض (1971) وتتمته الدكتور فايبس ينهض مجددا (1972)، مسرح الدم (1973). وقد سجّل برايس قراءات درامية لقصص وقصائد قصيرة للكاتب إدغار ألان بو، والتي جمعت مع قراءات من قبل باسيل راثبون.
انحسر عمل برايس في مجال السينما في منتصف السبعينات حيث عانت أفلام الرعب نفسها من الركود، اتجه أكثر نحو العمل الصوتي والسرد والإعلانات. كما ظهر ضيفا على برامج تلفزيونية خاصة ومسلسلات عديدة. ومنها برنامج مابتس عام 1976.
في صيف عام 1977، بدأ برايس بتمثيل دور أوسكار وايلد في مسرحية رجل واحد بعنوان “تحويلات ومسرات” كتبها جون غاي وأخرجها جو هاردي. وتقع أحداث المسرحية في مسرح باريسي في ليلة حدثت قبل سنة واحدة قبل وفاة وايلد. حققت المسرحية نجاحا في كل مدينة عرضت فيها باستثناء مدينة نيويورك. في صيف عام 1979، لعب برايس دور وايلد في تابور أوبرا هاوس في ليدفيل، كولورادو، في نفس المسرح الذي صعد عليه وايلد وتحدث منه إلى عمال المناجم عن الفن قبل نحو 96 عاما. ثم أدى برايس المسرحية في جميع أنحاء العالم. وذكرت فيكتوريا برايس، في سيرتها عن والدها، أن العديد من أفراد عائلة برايس وأصدقائه يرون أن هذا كان أفضل أدواره. وفي ربيع عام 1979، مثل برايس دور البطولة مع زوجته كورال براون في المسلسل التلفزيوني القصير على CBS بعنوان «تايم اكسبرس». في عام 1979، استضاف برايس برنامجا تلفزيونيا بعنوان «أمريكا تصرخ»، وعرض في جميع أنحاء العالم، وفيه ركب على العديد من الأفعوانيات وقام بسرد تاريخها.
في عام 1982، قدم برايس دور الراوي في فيلم فنسنت للمخرج تيم بيرتون، وهو فيلم قصير حول صبي صغير يحلم أنه فينسنت برايس. في السنة نفسها، قدم برايس مقطعا على أغنية مايكل جاكسون، ثريلر، على الألبوم بنفس الاسم. وأضيفت نسخة أطول على إعادة إصدار الألبوم عام 2001 وثريلر 25 عام 2008. وكان أحد آخر أدواره الرئيسية، وأحد الأدوار المفضلة لديه، كان صوت الأستاذ راتيغان في فيلم والت ديزني «مغامرات المحقق فأر» في عام 1986.
من عام 1981 إلى 1989، استضاف برايس مسلسلا تلفزيونيا على محطة PBS بعنوان ميستري. كما ظهر في عدة برامج تلفزيونية مثل مسلسل سكوبي دو، ودعاية لمنظف كلوروكس، وبرنامج مسرح الحكايات الخيالية Faerie Tale Theatre الذي قدمته شيلي دوفال. في عام 1987، قام ببطولة فيلم حيتان أغسطس مع بيت ديفيس وليليان غيش وآن سوذرن، ويروي قصة أختين تعيشان في ولاية ماين وتواجهان أيامهما الأخيرة. وحصل من دوره في الفيلم على الترشيح الوحيد في مسيرته، حيث ترشح لجائزة الروح المستقلة لأفضل ممثل مساعد. وأدخل برايس عام 1989 في ممشى المشاهير في سانت لويس. أما آخر عمل مهم له كان دور المخترع في فيلم إدوارد ذو الأيدي المقصات للمخرج تيم بيرتون (1990).
كان برايس بارعا في الرواية، واستضيف عدة مرات على برنامج الليلة مع جوني كارسون، حيث أظهر في إحدى المرات كيفية صيد السمك في غسالة الصحون. وكان برايس طباخا وجامع تحف فنية، وألف العديد من كتب الطبخ واستضاف برنامج طبخ تلفزيونية.

## الحياة الشخصية
برايس تزوج ثلاث مرات. زواجه الأول كان من الممثلة السابقة إديث باريت، وأنجبت ابنه الوحيد، فنسنت باريت برايس. تزوج برايس لاحقا من ماري جرانت برايس، وأنجب منها ابنته ماري فيكتوريا برايس في 27 أبريل 1962. وأسماها على أول مسرحية ناجحة له وهي فيكتوريا ريجينا. تبرع فينسنت وماري الأعمال الفنية وكمية كبيرة من المال إلى جامعة شرق لوس انجليس في أوائل الستينات لمنح متحف فنسنت برايس الفني هناك. كان زواج برايس الأخير من الممثلة الأسترالية كورال براون، التي ظهرت معه في مسرح الدم (1973). اعتنق برايس الكاثوليكية ليتزوجها، وأصبحت هي مواطنة أمريكية لكي تظل معه.
درس برايس تاريخ الفن (بالإضافة إلى اللغة الإنجليزية) في جامعة ييل، وكان من محبي وجامعي الفن المعروفين. وقد أنشأ متحف فنسنت برايس الفني في جامعة شرق لوس انجليس، كما عمل كمستشار فني لسيرز في بداية الستينات. واهتم بإيصال وصول الفنون الجميلة إلى الجمهور، ورأى في الصفقة مع سيرز «فرصة لإيصال الفن للجمهور الاميركي».
تكلم برايس في آرائه السياسية في إحدى المرات وذلك في حلقة من مسلسل «سانت» الإذاعي،  التي بثت على راديو بي سي في 30 يوليو 1950. حيث استنكر كافة أشكال التحيز العنصري والديني ووصفه بانه سم وقال أن الأمريكان يجب أن يكافحوا بنشاط ضدها لأنها تشكل وقودا لأعداء الأمة. وعين برايس لاحقا في المجلس الهندي للفنون والحرف تحت إدارة دوايت أيزنهاور؛ ودعا التعيين بأنه «مفاجأة، حيث إنني ديمقراطي».

## الوفاة
عانى برايس من انتفاخ الرئة بسبب تدخينه الشره طوال حياته، وكذلك من مرض باركنسون، وكانت أعراضه حادة وخاصة أثناء تصوير إدوارد سيسورهاندز، مما جعل من الضروري تقليص جدول التصوير.
ساهم مرضه في تقاعده من مجال الفن ومات بسرطان الرئة في 25 أكتوبر 1993، في مركز UCLA الطبي في سن الثانية والثمانين. وقد أحرق ونثر رماده قبالة بوينت دوم في ماليبو، كاليفورنيا.

## الإرث
في عام 1951، تبرع برايس بمجموعة كبيرة من مجموعته الفنية الخاصة لجامعة شرق لوس انجليس في مونتيري بارك، كاليفورنيا، حيث أعجب بحماسة الطلاب وحاجة المجتمع لإتاحة الفرصة لتجربة الفن الأصلي بشكل مباشر، وبهذا تأسس متحف فنسنت برايس الفني، وهو أول متحف تملكه كلية مجتمعية في الولايات المتحدة. ويحتوي على أكثر من 9,000 قطعة وتم تقدير قيمتها بأكثر من 5 ملايين دولار.
بثت شبكة A & E حلقة من برنامج بيوغرافي عن برايس في الليلة التي تلت وفاته، وسلطت الضوء على مسيرته في عالم الرعب، ولكن الحلقة ألغيت ولم تعرض مجدداً لأنها لم تراعِ حقوق النشر. بعد أربع سنوات، أنتجت A & E حلقة محدّثة، وعرضت بعنوان "فنسنت برايس: الشرير متعدد المواهب، والتي بثت يوم 12 أكتوبر 1997. في أوائل عام 1991، حاول تيم بيرتن إنتاج وثائقي شخصي بعنوان "محادثات مع فنسنت"، وصور مقابلات مع برايس في متحفه، ولكن لم يتم إكمال المشروع ووضع على الرف.
في عام 1999، تم نشر سيرة صريحة ومفصلة عن حياة برايس بقلم ابنته فيكتوريا، ونشرت من قبل مطبعة سانت مارتن. في أواخر مايو 2011، احتفت منظمة السينما سانت لويس بذكرى عيد ميلاد برايس المائة. وشمل الحدث حضور فيكتوريا في متحف التاريخ في ميزوري ومعرضا للسلع التاريخية في المعرض داخل قاعة شيلدون الحفلات.
أصدر فريق ديب بيربل أغنية بعنوان «فينسنت برايس» في عام 2013 تكريما له. وكان برايس صديقا للفرقة، وظهر في عام 1975 بدور راوي على النسخة الحية من أغنية روجر غلوفر The Butterfly Ball and the Grasshopper's Feast.

## وصلات خارجية
- فينسنت برايس على موقع IMDb (الإنجليزية)
- فينسنت برايس على موقع الموسوعة البريطانية (الإنجليزية)
- فينسنت برايس على موقع روتن توميتوز (الإنجليزية)
- فينسنت برايس على موقع ألو سيني (الفرنسية)
- فينسنت برايس على موقع ميوزك برينز (الإنجليزية)
- فينسنت برايس على موقع تيرنر كلاسيك موفيز (الإنجليزية)
- فينسنت برايس على موقع أول موفي (الإنجليزية)
- فينسنت برايس على موقع قاعدة بيانات برودواي على الإنترنت (الإنجليزية)
- فينسنت برايس على موقع قاعدة بيانات الأفلام السويدية (السويدية)
- فينسنت برايس على موقع إن إن دي بي (الإنجليزية)
- Vincent Price Gallery
- St. Louis Walk of Fame
- Profile @ تيرنر كلاسيك موفيز
- Vincent Price Papers catalog
- Vincent Price at Virtual History
- Three Skeleton Key on Escape: March 17, 1950. Radio drama starring Vincent Price.